# Moravske Toplice
Moravske Toplice (Hongaars: Alsómarác; Duits: Moratz of Toplitz) is een gemeente in de Sloveense regio Pomurska en telt 6151 inwoners (2002).

## Plaatsen in de gemeente
Andrejci, Berkovci, Bogojina, Bukovnica, Čikečka vas, Filovci, Fokovci, Ivanci, Ivanjševci, Ivanovci, Kančevci, Krnci, Lončarovci, Lukačevci, Martjanci, Mlajtinci, Moravske Toplice, Motvarjevci, Noršinci, Pordašinci, Prosenjakovci, Ratkovci, Sebeborci, Selo, Središče, Suhi Vrh, Tešanovci, Vučja Gomila
Apače · Beltinci · Cankova · Črenšovci · Dobrovnik · Gornja Radgona · Gornji Petrovci · Grad · Hodoš · Kobilje · Križevci · Kuzma · Lendava · Ljutomer · Moravske Toplice · Murska Sobota · Odranci · Puconci · Radenci · Razkrižje · Rogašovci · Šalovci · Sveti Jurij · Tišina · Turnišče · Velika Polana · Veržej
1. ↑  "Prebivalstvo po starosti in spolu, občine, Slovenija, polletno". Statistični urad Republike Slovenije. Geraadpleegd op 18 april 2021.